# Diardia battak
Diardia battak är en insektsart som beskrevs av Ludwig Redtenbacher 1908. Diardia battak ingår i släktet Diardia och familjen Diapheromeridae. Inga underarter finns listade i Catalogue of Life.